# Хэнборд

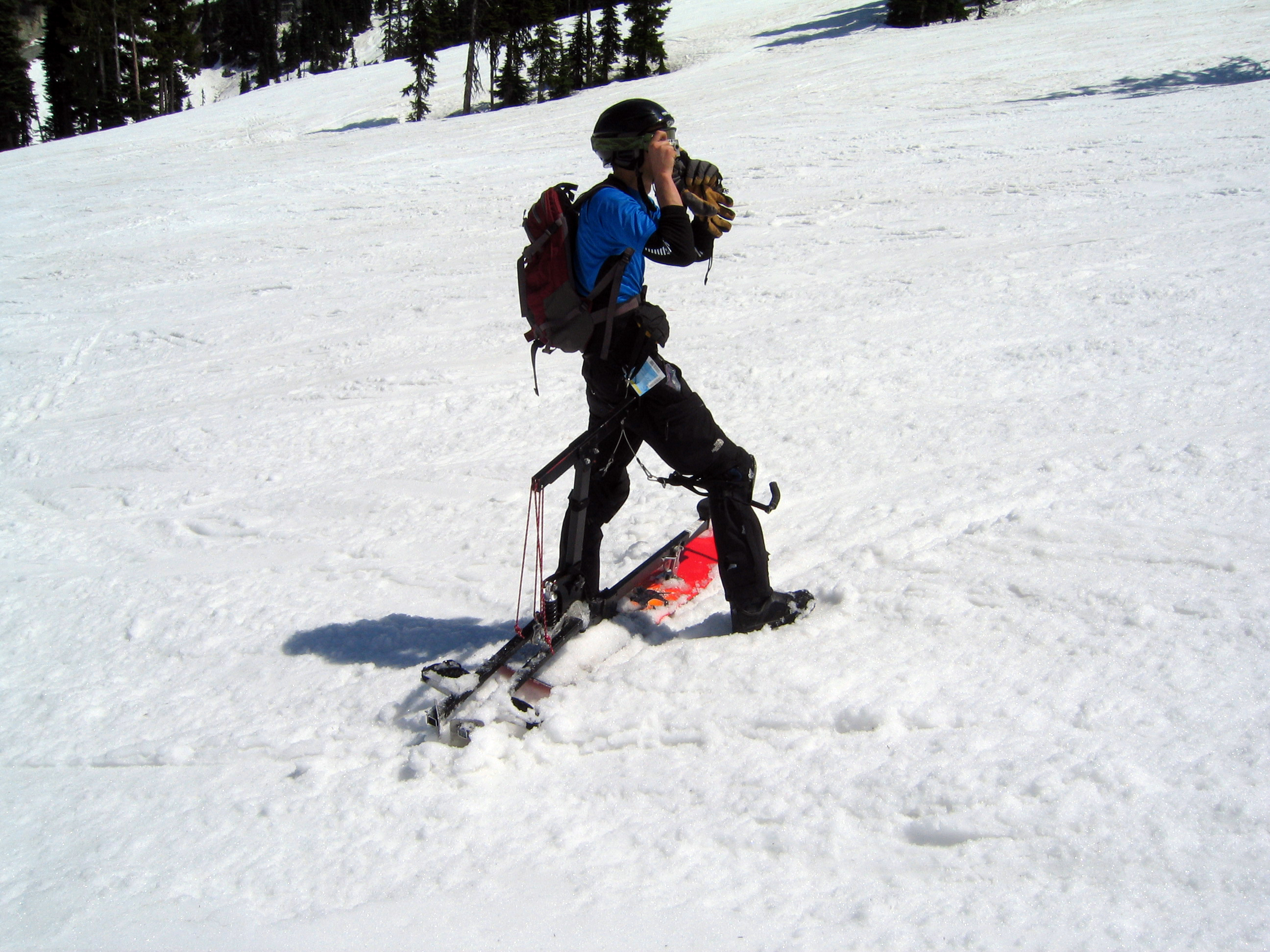
Хэндборд

Хэнборд (англ. hangboard от hang — висеть, board — доска) — устройство для скоростного спуска со снежного склона горы. С помощью системы тросов и блоков, которая крепится к доске от сноуборда, райдер удерживается над доской в горизонтальном положении. Управление осуществляется перемещением положения тела райдера относительно доски (как на дельтаплане) и с помощью ножных рулей, которые также могут использоваться как тормоз.
Изобрел хэнборд в 2001 году канадский дельтапланерист Дон Арни (Don Arney), совместно с Питером Бруком (Peter Brooke), Чарльзом Бачвальдом (Charles Buchwald) и Эверестом Макдолнальдом (Everest McDonald).
В 2007-м году прошли первые соревнования по хэнборду.